# Petasina unidentata
Petasina unidentata is een slakkensoort uit de familie van de Hygromiidae. De wetenschappelijke naam van de soort werd voor het eerst geldig gepubliceerd in 1805 door Jacques Draparnaud.

## Kenmerken
Het afgeknot kegelvormige slakkenhuisje is circa 3,4 tot 6,6 mm hoog en 5,1 tot 9,5 mm breed. De buitenste lijn van de draad is licht convex, terwijl de onderkant is afgeplat. Er zijn vijf tot zeven strak opgerolde en goed afgeronde windingen aanwezig aan de periferie. Deze zijn van elkaar gescheiden door een ondiepe naad. De navel is erg smal; de diameter van de navel is 0,2-0,8 mm. De verhouding tussen navelbreedte en schaalbreedte is 0,03 tot 0,11. De mond is elliptisch in dwarsdoorsnede en enigszins afgeplat aan de onderkant. De mondhoogte meet 1,7 tot 3,2 mm, de mondbreedte 3,0 tot 5,2 mm. De mondrand is scherp taps toelopend en eenvoudig aan de bovenkant, naar buiten gebogen aan de basis en progressief naar het spilgebied. Het kan gemakkelijk helemaal over de navel komen. Aan de binnenkant van de mondrand wordt een witachtige of licht roze lip gevormd. Ongeveer in het midden van de basis zit een sterke, witachtige tand. De huisjes variëren van populatie tot populatie.
Het dunwandige slakkenhuisje is hoornkleurig, geelachtig tot roodbruin van kleur en ondoorzichtig. Er zijn ook albinoschelpen gevonden. Af en toe wordt een lichte band gevormd op de laatste winding. Het oppervlak van het huisje vertoont met onregelmatige tussenpozen fijne groeilijnen. Talrijke, gelijkmatig verdeelde, ca. 0,5 mm lange en gebogen haren zitten op het oppervlak. Bij volwassen dieren is het haar meestal al uitgevallen en zijn alleen de aanhechtingspunten van de haren nog zichtbaar.

### Vergelijkbare soorten
De zeer gelijkwaardige Edentiella edentula heeft geen versterking van de snuit. Perforatella bidentata heeft daarentegen twee tanden in de bek.

## Geografische spreiding en leefgebied
Het verspreidingsgebied van Petasina unidentata strekt zich uit van Noord-Italië en Oost-Zwitserland over Duitsland, Tsjechië, Oostenrijk tot Zuid-Polen, Slowakije en Hongarije. In Duitsland komt deze soort voor in de Alpen en in de uitlopers van de Alpen, zelden ook in Saksen, Rijnland-Palts[6] en op enkele andere plaatsen in het middelgebergte.
De soort leeft in vochtige tot matig droge bergbossen tot boven de boomgrens, meestal tussen 500 en 1500 meter boven zeeniveau, in Zwitserland ook tot 2300 meter. Hij geeft de voorkeur aan stenige en rotsachtige locaties op kalkhoudende ondergrond en zit in het blad strooisel, onder dood hout en in steenpuin, maar ook, zij het zelden, in hoge kruidenweiden. Boven de 1000 meter worden de slakkenhuisjes gemiddeld kleiner.